# XXXI secolo a.C.
Il XXXI secolo a.C. (trentunesimo secolo avanti Cristo) è il secolo che inizia nell'anno 3100 a.C. e termina nell'anno 3001 a.C. incluso.

## Avvenimenti

### Antico Egitto
- c. 3100 a.C.
  - Djer terzo faraone della I Dinastia (3100-3055 a.C., secondo Grimal)
  - Primi documenti scritti cuneiformi trovati nelle città di Uruk e Susa
- c. 3070 a.C. - Secondo la datazione di Nicolas Grimal, celebrazione della prima festa del giubileo Heb Sed, 30 anni di regno del Faraone Djer
- c. 3060 a.C. - Termina la fase di Naqada III ed il periodo predinastico dell'Egitto (sec. Barca)
- c. 3055 a.C. - Djet quarto faraone (c.a. 3055 a.C. - 3050 a.C. sec. Grimal)
- c. 3050 a.C. - Den quinto faraone (c.a. 3050 a.C. - 2995 a.C. sec. Grimal) della I Dinastia.

### Mesopotamia
- c. 3100 a.C.
  - Inizio del periodo di Gemdet Nasr o predinastico in Mesopotamia  (fino al 2900 a.C.)

## Personaggi significativi
- Etana, lugal di Kish (secondo altri sarebbe del XXVIII secolo a.C.).

## Invenzioni, scoperte, innovazioni
- Prime testimonianze della scrittura.